# Cyclocephala viridis
Cyclocephala viridis är en skalbaggsart som beskrevs av Roger Paul Dechambre 1982. Cyclocephala viridis ingår i släktet Cyclocephala och familjen Dynastidae. Inga underarter finns listade i Catalogue of Life.